# Misfits of Science
Misfits of Science (Curto Circuito, no Brasil) é uma série de televisão estadunidenses de 1985 protagonizada jovens com superpoderes, produzida pela NBC.

## História
O show mostrava um grupo de garotos com super-poderes que haviam sido recrutados por um instituto de pesquisas chamado Humanidyne. Quando percebem que se tornaram prisioneiros, decidem fugir e são caçados. O destaque do elenco é Courtney Cox que, anos mais tarde, se tornaria mundialmente famosa com a série Friends. Outra curiosidade do elenco é que o ator Kevin Peter Hall vestiu, anos mais tarde, a fantasia do alienígena do filme O Predador, com Arnold Schwarzenegger. Curiosamente um dos criadores do programa foi Tim Kring, criador da série Heroes, também da NBC. A série durou apenas 1 temporada, com 16 episódios.

## Elenco e personagens
- Dean Paul Martin interpretava o Dr. Billy Hayes, líder do grupo. Billy era um pesquisador da Humanidyne Insti
- Kevin Peter Hall interpretava o Dr. Elvin "El" Lincoln, colega de Billy e seu amigo pessoal, desenvolveu a habilidade de encolher e ficar bem pequenininho.
- Mark Thomas Miller era Johnny Bukowski, ou Johnny B. Era um roqueiro que foi eletrocutado no palco, o que lhe deu poderes elétricos - ele podia lançar descargas das mãos. Além disso, ele tinha supervelocidade, mas era vulnerável à água.
- Courteney Cox interpretava Gloria Dinallo, uma delinquente juvenil telecinética.
- Max Wright fazia o papel do diretor da Humanidyne Institute.
- Mickey Jones era Arnold Beifneiter o 'Homem de Gelo'. O motivo pelo qual o grupo tinha um carro de sorvetes é que se o Homem de Gelo esquentasse muito, ele morreria. Ironicamente o personagem só apareceu no episódio piloto, mas o carro de sorvetes continuou.

## Exibição no Brasil
A série foi veiculada no Brasil no SBT e pela TV Globo no ano de 1989. 